# Victoria line
Victoria line er en dybtliggende London Underground-bane, der går fra Syd- til Nordøstlondon. Den er farvet lyseblå på netværkskortet. Modsat de fleste Underground-baner kører den udelukkende underjordisk, med undtagelse af forbindelsen mellem Seven Sisters og banens depot i Northumberland Park.kort 17
200 millioner passagerer benytter Victoria line hvert år, hvilket gør den til den sjette mest benyttede bane i netværket set på passagertal, men baseret på det gennemsnitlige antal rejser pr. kilometer, er den den klart mest benyttede bane. Hver perron, der er nyanlagt specifikt for Victoria line, er 132,6 m lang. Banens stationer ligger på pukler (tilsvarende Københavns Metro), for at tog kan lagre gravitationel potentiel energi ved opbremsning, som frigives ved afgang fra en station, hvorved der opnås en energibesparelse på 5 % og togene kan køre 9 % hurtigere.
Den eneste station på Victoria line uden skiftemulighed til andre jernbaner er Pimlico, selvom Brixton Station er i en separat bygning fra sin National Rail-nabo.

## Historie
En dybtliggende jernbane fra Victoria til Walthamstow blev foreslået første gang af en arbejdsgruppe udpeget af British Transport Commission i 1948. Hovedformålet var at frigøre trængsel i de centrale dele. Det nødvendige lovforslag blev fremsat i parlamentet i 1955. Heri er beskrevet en bane fra Victoria til Walthamstow (Wood Street). Der var også et forslag, som dog ikke var med i lovforslaget, om en senere forlængelse fra Victoria til Fulham Broadway Station på District line.
Anlægget begyndte i 1962 på Walthamstow-Victoria-strækningen og fortsatte indtil 1972, hvor Pimlico Station åbnede. En testtunnel fra Tottenham til Manor House under Seven Sisters Road var blevet boret i 1959 og blev senere indarbejdet i køretunnelerne.
I august 1967 gav regeringen tilladelse til Brixton-forlængelsen. Indledende arbejder var allerede begyndt i Bessborough Gardens nær Vauxhall Bridge Road i maj 1967. I juni 1968 blev et forslag om anlæg af en station i Pimlico godkendt.
Navnet "Victoria line" daterer sig tilbage til 1955. Andre forslag var "Walvic line" (Walthamstow – Victoria) og "Viking line" (Victoria – King's Cross). I løbet af planlægningen var den kendt som Route C og blev efterfølgende navngivet Victoria line efter Victoria Station af David McKenna, hvis forslag blev valgt af Sir John Elliot.
Banen blev designet for at lette andre baner for trængsel, særligt Piccadilly line, så vel som at maksimere mulige skiftestationer. Det var hensigten at bygge banen videre fra Walthamstow Central til Wood Street (Walthamstow), hvor den skulle ende i terrænniveau ved siden af fjerntogsstationen. Der var også forslag om at forlænge banen så langt som til South Woodford eller Woodford, for at skabe skiftemulighed til Central line. I en sen beslutning i 1961 blev banen dog afskåret til Walthamstow (Hoe Street) Station, der blev omdøbt Walthamstow Central i 1968.
Hver Victoria line-station (bortset fra Pimlico) blev anlagt som skiftestation, og adskillige eksisterende stationer blev ombygget for at give mulighed for cross-platform interchange med den nye bane. Nogle steder blev dette udført ved at placere Victoria line-perronerne på hver side af den eksisterende station – andre steder benytter Victoria line en af de ældre perroner og den eksisterende bane blev forlagt til en ny perron. Især er den direkte skiftemulighed på samme etage med Bakerloo line på Oxford Circus markant: et centralt knudepunkt i hjertet af hele netværket, med en lang række af nord-sydgående rejser på tværs af det centrale London.
På Euston kører nordgående Victoria og Northern line (Bank-gren)-tog langs tilstødende perroner, selvom de kører i modsatte retninger. Andre cross-platform interchanges findes på Stockwell (med Northern line), Highbury & Islington (med First Capital Connect, oprindeligt Northern City Line) og på Finsbury Park (med Piccadilly line).
Alle Victoria line-stationer var oprindeligt flisebeklædt i blå og grå. Hver station blev dekoreret med mosaikmotiver ved sidenicher for at hjælpe passagerer til at identificere stationen. Under anlægget af Jubilee line i slutningen af 1970'erne blev de oprindelige motiver på Green Park Station erstattet af motiver, der matchede design for de nye Jubilee line-perroner. Disse blev løbende erstattet i 2009 med kopier af det oprindelige design.
I ultimo 2010 og 2011 blev forhøjninger installeret på perronerne på alle Victoria line-stationer (bortset fra Pimlico) for at give trinfri adgang til togene. Dette projekt blev udført i overensstemmelse med bestemmelserne for tilgængelighed til skinnekøretøjer fra 2010 og loven om forskelsbehandling af handicappede fra 1995. Victoria line-puklerne ligner de såkaldte Harrington Humps, en rampetype der installeres på nogle fjerntogsstationer, men er i murværk.

## Åbning
Den første sektion, der åbnede, var mellem Walthamstow Central og Highbury & Islington. Der var ingen decideret åbningsceremoni. I stedet begyndte den normale køreplan søndag d. 1. september 1968. Det første tog forlod Walthamstow Central mod Highbury & Islington omkring kl. 06:30. Senere samme år åbnede sektionen mellem Highbury & Islington og Warren Street, igen uden en ceremoni.
Den officielle åbningsceremoni forgik på Victoria Station 7. marts 1969. Dronning Elizabeth II afslørede en mindeplade i stationens forhal. Efter en kort ceremoni, købte hun en billet til 5d (fem gamle pence = 2.08p) og rejste til Green Park.
Prinsesse Alexandra åbnede Brixton-forlængelsen den 23. juli 1971, og tog en tur fra Brixton til Vauxhall. Prinsen af Wales og Hertugen af Edinburgh havde tidligere besøgt linjen under anlægget. I juli 1968 besøgte de tunnelarbejdet under Vauxhall Park.

## Betjening og rullende materiel
I myldretiderne kører der tog hvert andet minut. Normalt kører alle tog fra Brixton til Seven Sisters, og ca. tre ud af fem tog fortsætter til Walthamstow Central.
Da banen blev åbnet blev den betjent af en vognpark på 39½ ottevognstogsæt af 1967-tubemateriel. Disse blev senere suppleret af et antal vogne af 1972 Mk. I-tubemateriel konverteret til at være kompatibel med 1967-materiellet. Senest var der 43 tog, der var blev udgjort af to firvognstogsæt. Disse blev erstattet af 2009-tubemateriel mellem 2009 og 2011 (se nedenfor).
I banens tidlige planlægningen blev leddelt rullende materiel overvejen, men idéen blev droppet, grundet besværligheder i overførslen af materiel til Acton Works for store renoveringer. Med lukningen af Acton Works er dette ikke længere et problem, og det nye 2009-tubemateriel har et bredere profil og lidt længere vogne, hvilket hindrer det i at køre på andre dybtliggende tube-baner.
Banen er udstyret med Automatic Train Operation (ATO), hvorved lokomotivføreren lukker togdørene og trykker på et par "start"-knapper, og hvis togvejen er fri, kører ATO toget med en sikker hastighed til den næste station og stopper der. Dette system har været i drift siden banen åbnede i 1968, hvilket før Victoria line til verdens første fuldstændigt automatiske jernbane.
Udskiftningen af 1967-materiellet begyndte i juli 2009 som en del af Transport for Londons 5-årige opgraderingsprojekt til £10 mia. En ny flåde med 47 ottevognstog, kaldet 2009-tubemateriel blev bygget af Bombardier Transportation. De første prototyper begyndte prøvekørsel i 2008. Den primære vognpark blev sat i drift fra 2009 og begyndte i fast drift i 2010. Den sidste af 1967-togene køre den 30. juni 2011, hvorefter alle afgange køres med 2009-materiel.
Signalsystemet er blevet erstattet med et mere moderne ATO-system fra Westinghouse Rail Systems. LUL hævder dette er verdens første ATO-på-ATO-opgradering. Installationen er godt i gang, og det nye system vil være i fuld drift ved udgangen af 2012, og tillader op til 33 tog pr. time i stedet for 27. Dette, kombineret med de nye, hurtigere tog, vil øge banens samlede kapacitet med 21 %, svarende til yderligere 10.000 passagerer pr. time.

## Stationer
| Station                     | Billede | Åbnet              | Yderligere information                                                                                            |
| --------------------------- | ------- | ------------------ | --- |
| Walthamstow Central         |         | 1870               | Victoria line begyndte 1. september 1968kort 1                                                                    |
| Blackhorse Road             |         | 19. juli 1894      | Nuværende station åbnede 1. september 1968kort 2                                                                  |
| Tottenham Hale              |         | 15. september 1840 | Åbnede som Tottenham. Omdøbt ved begyndelsen af Victoria line 1. september 1968kort 3                             |
| Seven Sisters               |         | 22. juli 1872      | Victoria line begyndte 1. september 1968kort 4                                                                    |
| Finsbury Park               |         | 1. juli 1861       | Åbnet som Seven Sisters Road (Holloway). Omdøbt 15. november 1869. Victoria line begyndte 1. september 1968kort 5 |
| Highbury & Islington        |         | 1872               | Victoria line begyndte 1. september 1968kort 6                                                                    |
| King's Cross St. Pancras    |         | 1863               | Victoria line begyndte 1. december 1968kort 7                                                                     |
| Euston                      |         | 12. maj 1907       | Victoria line begyndte 1. december 1968kort 8                                                                     |
| Warren Street               |         | 22. juni 1907      | Victoria line begyndte 1. december 1968kort 9                                                                     |
| Oxford Circus               |         | 30. juli 1900      | Victoria line begyndte 7. marts 1969kort 10                                                                       |
| Green Park                  |         | 15. december 1906  | Victoria line begyndte 7. marts 1969kort 11                                                                       |
| Victoria ( Tog til Gatwick) |         | 1. oktober 1860    | Victoria line begyndte 7. marts 1969kort 12                                                                       |
| Pimlico                     |         | 14. september 1972 | kort 13 |
| Vauxhall                    |         | 11. juli 1848      | Victoria line begyndte 23. juli 1971kort 14                                                                       |
| Stockwell                   |         | 4. november 1890   | Victoria line begyndte 23. juli 1971kort 15                                                                       |
| Brixton                     |         | 23. juli 1971      | kort 16 |

De følgende stationer har trinfri adgang fra gaden til perronniveau på Victoria line: Tottenham Hale,  King's Cross St. Pancras, Green Park og Brixton.

### Opgraderinger
Den 27. juni 1991 tillod London Underground (Victoria) Act 1991 anlæg af en ny 43 m lang underjordisk fodgængerforbindelse på Victoria Station mellem Victoria line-perronerne og de højtliggende Circle line-perroner.
Den 18. september 2009 trådte The London Underground (Victoria Station Upgrade) Order 2009, som bemyndiger anlægget af en anden 1930 m2 stor billethal på Victoria station, i kraft.
Medio 2009 var der foretaget prøveboringer for et kølesystem på Green Park Station, med yderligere borringer planlagt at blive udført i løbet af resten af 2009. I 2010 Engineering & Technology rapporterede, at 200 l vand pr. sekund pumpes på Victoria station fra Tyburn-kilden, gennem varmevekslere og ud i Themsen.

### Ventilationsskakter
Omkring 50 skakter blev bygget under anlægget af banen. Mellem hver station er der midtvejsventilationsskakter. Der er planlagt særlige lokale forhold, hvis det er nødvendigt at rømme et Victoria line-tog ud gennem evakueringsskakten i Netherton Road.
Tretten ventilationskakter er planlagt at blive moderniseret mellem 2009 og 2014. I første fase udskiftes luftskakterne i Drayton Park, Gillingham Street, Moreton Terrace, Purloss Road, Somerleyton Road og Tynemouth Road. I anden fase er planlagt skakterne i Cobourg Street, Dover Street, Gibson Square, Great Titchfield Street, Isledon Road, Kings Cross, Palace Street og Rita Road.
I 2009 blev ændringerne i Cobourg Street planlagt, mens nedrivningsarbejderne i Moreton Terrace, Somerleyton Road og Drayton Park-skakterne var foretaget. Den 31. marts 2009 blev tilladelse til nedrivning og ombygning af Netherton Road-skakten bemyndiget.

## Depot
Northumberland Park Depot er værksteds- og opbevarelsesområdet for tog på Victoria line, og er den eneste del af banen over terræn.
Tog har adgang til depotet gennem en tunnelleret sidebane nord for Seven Sisters. Den åbnede sammen med første etape af banen i 1968. Depotet er ved siden af Northumberland Park Station, på Tottenham Marshes, Tottenham i bydelen Haringey. Som del af Transport for Londons tube-opgraderingsprogram, er depotet blevet udvidet og opgraderet for at håndtere den nye vognpark af 2009-tubemateriel.

## Mulige fremtidige projekter
Da Victoria line blev anlagt, medførte budgetmæssige restriktioner at stationsinfrastrukturen af lavere standard end på de ældre linjer og de senere udvidelsesprojekter. Eksempler herpå omfatter smallere perroner og udekorerede lofter på Walthamstow Central, Blackhorse Road og Tottenham Hale, hvilket bebyrder lysniveauet. På de fleste stationer er der stadig en betontrappe mellem rulletrapperne, hvor en ekstra rulletrappe kan placeres. Manglen på en tredje rulletrappe kan forårsage alvorlig overbelastning i myldretiden. Der er dog i de senere år etableret en ekstra rulletrappe på Brixton (2004) og Vauxhall (2006). Der har været sikkerhedslukninger af stationer, hvis begge rulletrapper ikke har været betjenbare. Gennem mange år har tungt udstyr været installeret i indhegnet områder ved enderne af perronerne på grund af mangel på andre steder at installere dem.
Tilhængere af Tottenham Hotspur F.C. (og også selve klubben) har kæmpet for en station i terrænniveau ved siden af Northumberland Park Station, tilstødende banens depot, støttet af Haringey bydelsråd.. Dette vil forbedre stadionets transportforbindelser, hvilket vil være essentielt, hvis klubbens ønske om en stadionudvidelse bliver en realitet. Idéen var gennemset, men Network Rail som ejer det nødvendige areal, behøver det til deres egne udvidelsesplaner. Det blev udmeldt af Haringey bydelsråd i sin rapport fra 2012, A Plan for Tottenham, at der var "potentiale for en Victoria line-forlængelse til Northumberland Park".
Hvis Chelsea-Hackney line bliver bygget vil den lette trængslen på Victoria line, da den tilbyder en alternativ rute gennem det centrale London mellem Victoria og King's Cross St. Pancras.
I mange år har der været forslag om at forlænge banen ét stop mod syd fra Brixton til Herne Hill. Herne Hill Station vil være på et stort vendeloop med kun en perron. Dette vil fjerne en kritisk flaskehals ved at fjerne behovet for at vende tog på Brixton. Dette vil dog være dyrt og kan i øjeblikket ikke begrundes af cost-benefit-grunde. Da den nuværende bane er voldsomt overbelastet, anses dette for at være den eneste forslag om forlængelse med nogen realistisk udsigt; men for at have håb om at blive bygget, skal det være en effektiv måde at reducere overfyldte tog (ved at øge frekvensen) i stedet for at forøge antallet.

## Kort
| - ↑kort 1Walthamstow Central – 51°34′59″N 000°01′11″V / 51.58306°N 0.01972°V - ↑kort 2Blackhorse Road – 51°35′13″N 000°02′29″V / 51.58694°N 0.04139°V - ↑kort 3Tottenham Hale – 51°35′18″N 000°03′35″V / 51.58833°N 0.05972°V - ↑kort 4Seven Sisters – 51°34′56″N 000°04′31″V / 51.58222°N 0.07528°V - ↑kort 5Finsbury Park – 51°33′53″N 000°06′23″V / 51.56472°N 0.10639°V - ↑kort 6Highbury & Islington – 51°32′45″N 000°06′18″V / 51.54583°N 0.10500°V - ↑kort 7King's Cross St. Pancras – 51°31′49″N 000°07′27″V / 51.53028°N 0.12417°V - ↑kort 8Euston – 51°31′42″N 000°07′59″V / 51.52833°N 0.13306°V - ↑kort 9Warren Street – 51°31′29″N 000°08′18″V / 51.52472°N 0.13833°V | - ↑kort 10Oxford Circus – 51°30′55″N 000°08′30″V / 51.51528°N 0.14167°V - ↑kort 11Green Park – 51°30′24″N 000°08′34″V / 51.50667°N 0.14278°V - ↑kort 12London Victoria – 51°29′48″N 000°08′41″V / 51.49667°N 0.14472°V - ↑kort 13Pimlico – 51°29′22″N 000°08′00″V / 51.48944°N 0.13333°V - ↑kort 14Vauxhall – 51°29′07″N 000°07′22″V / 51.48528°N 0.12278°V - ↑kort 15Stockwell – 51°28′21″N 000°07′20″V / 51.47250°N 0.12222°V - ↑kort 16Brixton – 51°27′45″N 000°06′54″V / 51.46250°N 0.11500°V - ↑kort 17Northumberland Park Depot – 51°36′04″N 000°03′11″V / 51.60111°N 0.05306°V |